# لری فاین
لری فاین (انگلیسی: Larry Fine؛ ‏ ۵ اکتبر ۱۹۰۲ – ۲۴ ژانویهٔ ۱۹۷۵) بازیگر اهل ایالات متحده آمریکا بود. وی بین سال‌های ۱۹۲۳ تا ۱۹۷۰ میلادی فعالیت می‌کرد.
از فیلم‌هایی که وی در آن‌ها نقش داشته‌است، می‌توان به بی‌رنج گنج میسر نمی‌شود اشاره نمود.